# 馬來西亞華文文學
马来西亚华文文学，常簡稱馬華文學，泛指馬來西亞以華文寫作的文學作品，亦稱馬來西亞華人文學或華裔馬來西亞文學，但作家不限于华人，然而華語文學創作者主要是馬來西亞華人。

## 背景與內涵
馬華文學始於十九世紀末，正值晚清中國與英屬馬來亞時期，後又受民國時期五四運動及新文學革命的影響。十九世紀初期，大批華人從「唐山」流散到南洋，在東南亞的文化場域紮根，在作品內容上逐漸含有在地風情之書寫特色，並開始建構出“自己的屬性”，包含“中國屬性”（“中國性”）與“地方感性”。具體而言，馬華文學之即有類似於漢字書寫手法，亦有南洋特色之文本背景與文化鄉愁。

## 現存文學組織
- 馬來西亞華文作家協會

## 文學刊物
- 《蕉風》（友聯、南方大學學院出版社出版）
- 《學生周報》
- 《馬華文學》（馬來西亞華文作家協會出版）
- 《季風帶》（三三出版社）

## 報章文學園地
- 《星洲日報》·文藝春秋
- 《南洋商報》·南洋文藝

## 主要作家
20世紀10年代
- 金枝芒（1912-1988）
- 蕭遙天 （1913-1990）
- 方北方 （1918-2007）

20世紀20年代
- 姚拓（1922-2009）
- 方修 （新加坡國籍）（1922-2010）
- 威北華（1923-1961）

20世紀30年代
- 黃崖_(作家)（1931-1992）
- 白垚（ 美国國籍）（1934-2015）
- 潘雨桐（1937-）

20世紀40年代
- 張景雲（1940-）
- 溫祥英（1940-）
- 王潤華（ 新加坡國籍）（1941-）
- 溫任平（1944-）
- 戴小華（1953-）

20世紀50年代
- 商晚筠（1952-1995）
- 李憶莙（1952-）
- 游川（1953-2007）
- 溫瑞安（1954-）
- 方娥真（1954-）
- 許友彬（1955-）
- 張貴興（ 中華民國國籍）（1956-）
- 方天（1957-）
- 傅承得（1959-）

20世紀60年代
- 林幸谦（1963-）
- 辛金順（1963-）
- 方路（1964-）
- 黃錦樹（ 中華民國國籍）（1967-）
- 陳大為（1969-）
- 鍾怡雯（1969-）
- 李天葆（1969-）

20世紀70年代
- 欧阳文风（1970-）
- 賀淑芳（1970-）
- 黎紫書（1971-）
- 龔萬輝（1976-）

20世紀80年代
- 那天晴（1980-）
- 方肯（1983-）
- 馬尼尼為（1980-）

20世紀90年代
- 陳奕進（1993-）
- 鄧觀傑（1993-）

## 外部連結
- 蕉風 （页面存档备份，存于）
- 馬華文學館
- 馬華文學電子圖書館 （页面存档备份，存于）